# Трясунка большая
Трясу́нка больша́я (лат. Briza maxima) — однолетнее травянистое растение, вид рода Трясунка (Briza) семейства Злаки, или Мятликовые (Poaceae). От других видов рода отличается гораздо более крупными колосками. Происходит из Средиземноморья, как заносное встречается во многих странах.
Культивируется как декоративное садовое растение, отличается неприхотливостью, не требует особого ухода. Засушенные соцветия-метёлки используются при создании сухих букетов.

## Название
Русское народное название трясунки большой, как и других видов трясунки — «кукушкины слёзки», что объясняется особенностями строения раскидистого сложного соцветия, которое похоже на капли, висящие в воздухе. Подобное народное название имеет растение и в испанском языке — Lágrimas de la Virgen María («Слёзы Девы Марии», «Слёзы Богородицы»).
|  |
|  |
|  |

В русскоязычной литературе по садоводству растение иногда называют «бризой большой», «трясункой наибольшей», «бризой наибольшей».

## Распространение
Естественный ареал трясунки большой охватывает Средиземноморье (в том числе Северную Африку) и Малую Азию, растение здесь встречается на открытых каменистых и мелкоземистых склонах, среди кустарника, на сухих лугах. Как заносное может встречаться во многих других странах — обычно вдоль дорог, в населённых пунктах, на сухих лугах.

## Биологическое описание
Озимое однолетнее (в отличие от таких известных видов этого рода, как трясунка средняя и трясунка малая, которые являются многолетними растениями) травянистое растение высотой от 20 до 60 см. Корневища короткие, ползучие. К концу сезона у одного растения может быть до 40 вегетативных и 20 генеративных побегов. Стебли могут быть одиночными, но чаще они рыхло разветвлённые от основания; прямостоячие либо в основании коленчатые.
Влагалища гладкие, без опушения; листовые пластинки тонкие (от 3 до 8 мм), плоские, длиной от 4 до 20 см, с острой верхушкой; края пластинок шероховатые, иногда гладкие. Лигулы тупоконечные, длиной от 2 до 5 мм.
Цветки блестящие, светло-зелёной окраски, имеют светло-коричневый контур; собраны в частные соцветия — двурядные, поникающие, немного сплющенные с боков (сердцевидные) колоски длиной от 10 до 25 мм (иногда — до 35 мм), шириной до 10 мм на длинной (8—25 мм) и тонкой ножке. Число цветков в частном соцветии — от 5 до 20. Колоски немного блестящие, обычно буровато-зелёного цвета, нередко с розовато-фиолетовым оттенком. Нижние цветковые чешуи — сердцевидные у основания, без остей, с девятью жилками, имеют длину от 7 до 10 мм. Колоски, в свою очередь, образуют сложное соцветие — более или менее раскидистую, качающуюся, обычно кистевидная метёлку длиной от 3 до 8 см, иногда до 11 см. Число колосков в сложном соцветии — обычно от 3 до 8, иногда больше; могут встречаться растения с двумя и даже одним колоском. Время цветения: конец весны — начало лета. Плод — зерновка.
Жизненная форма по Раункиеру — терофит (то есть это растение, которое во время неблагоприятного сезона продолжает существовать только в виде семян).
Число хромосом: 2n = 14.

## Использование, культивирование
Трясунка большая культивируется во многих странах как декоративное растение, иногда её называют наиболее декоративным видом рода. Декоративность растений сохраняется в течение всей фазы цветения и, поскольку семена долго не осыпаются, почти всей фазы плодоношения: у растений во время этих двух фаз внешний вид существенно не меняется (за исключением окраски). Посадки растений этого вида — почти одноцветных и относительно невысоких — используются также для того, чтобы выделить (подчеркнуть) более высокие растения, особенно с яркими цветками и широкими листьями. В то же время трясунка большая, как и все другие виды этого рода, имеют существенный недостаток, связанный с не слишком долгим периодом цветения, продолжающимся лишь около месяца.
В садоводстве трясунку большую используют как бордюрное, так и газонное растение, включая его в состав мавританского и лугового газона. Выращавают растение также на каменистых горках и в гравийных садах, включают в состав миксбордера (особенно у водоёма или сухого ручья). Иногда растение используется также и для одиночных посадок. Нередко растение сажают плотными группами.
Иногда соцветия-метёлки трясунки большой (как и других видов трясунки) включают в флористические композиции из свежесрезанных растений, однако чаще их используют засушенными для создания сухих (зимних) букетов — композиций из сухих элементов растительного происхождения. Заготовку метёлок проводят, начиная с момента массового колошения и заканчивая окончанием цветения, — в этом случае можно получить материал различных цветовых оттенков. Метёлки можно сушить как пучками, так и раскладывая их тонким слоем. В композициях трясунку большую используют и как монокультуру, и вместе с другими сухоцветами.

### Развитие в условиях культуры
В условиях эксперимента, проведённого в Донецком ботаническом саду, было показано, что при среднесуточной температуре воздуха +15 °С всходы появляются на 11—14-й день после посадки семян. Прорастание семян — подземное, из первичного корешка развивается главный корень. Почти сразу после начала роста корня начинает развиваться почечка зародыша, прикрытая колеоптилем, при этом длина последнего зависит от того, на какой глубине находилось семя в момент прорастания — чем ближе оно было к поверхности, тем короче колеоптиль. После того, как колеоптиль выйдет на поверхность, его разрывает растущий стебель, после чего из разрыва начинает расти первый ассимилирующий лист; это происходит примерно на 18—20-й день после посадки, параметры проростков трясунки большой в этот момент были следующими: длина корня составляла от 1,9 до 2,2 см, длина стебля — от 3,2 до 3,5 см. Формирование ювенильных особей происходит на 23—26-й день после прорастания семян; наблюдается появление второго и третьего настоящего листа, одновременно с удлинением главного корня происходит формирование придаточных корней (в среднем в количестве двух штук). Примерно на 50—55-й день происходит формирование виргинильных особей, для которых характерно прекращение роста главного корня, окончательное формирование мочковатой корневой системы, состоящей из придаточных и многочисленных боковых корней, а также формирование в нижней части стеблей так называемых узлов кущения, представляющих собой группы сближенных узлов с укороченными междоузлиями. Формирование генеративных особей происходит в возрасте 60—65 дней.
Эксперимент в Донецком ботаническом саду также показал, что в условиях культуры изменчивость высоты отдельных экземпляров растений существенно уменьшается по сравнению с изменчивостью высоты растений, растущих в природе: так, все культивируемые растения имели высоту от 30 до 45 см — в то время как в природе высота взрослых растений варьируется от 20 до 60 см.

### Агротехника
Трясунка большая, как и другие виды трясунок, отличается неприхотливостью и достаточно высокой холодостойкостью, не требуют особого ухода, в том числе не требуют внесения удобрений и полива (полив можно использовать в сухую жаркую погоду для продления цветения). Болезнями растение практически не поражается. Предпочтительны песчаные и супесчаные почвы. Нежелательно допускать избытка влаги в почве. Полив проводят только с целью продления цветения в сухую жаркую погоду.
Трясунку большую можно выращивать как рассадой, так и высевая семена непосредственно в открытый грунт (температура должна быть не ниже 12 °С). В помещении семена прорастают через 10—15 дней, при посадке в открытый грунт — через 25—30 дней. Поздние весенне-летние заморозки представляют для растений опасность. Всходы рекомендуется прореживать. Растения могут переносить полутень, но предпочтительно выращивать их на солнечных местах, поскольку только в этом случае достигается их наибольшая декоративность. Семена могут вызреть даже в условиях региона с умеренным климатом.
В условиях эксперимента было показано, что различия во внешнем облике растений в условиях культуры в значительной степени обусловлены густотой посадки растений: число образующихся боковых побегов имеет прямую зависимость от числа укороченных междоузлий в узле кущения, образование которых, в свою очередь, обусловлено условиями освещённости, поскольку при более интенсивной освещённости укороченных междоузлий становится больше; кроме того, боковых побегов становится больше при большой площади питания. Для того, чтобы растения выглядели достаточно компактно, их сажают пучками по несколько (до десяти) экземпляров, в этом случае боковые побеги у растений почти не развиваются.

## Классификация и таксономия
В соответствии с системой классификации, предложенной Н. Н. Цвелёвым, Briza maxima относится к секции Macrobriza Tzvel. (1970), является её типовым видом.

### Синонимы
По информации базы данных The Plant List (2013), в синонимику вида входят следующие названия:
- Briza capensis Schrank
- Briza dalmatica Gand. — Трясунка далматинская
- Briza gracilescens Gand.
- Briza grandis Salisb.
- Briza major C.Presl
- Briza maxima f. concolor Maire & Weiller
- Briza maxima f. discolor Maire & Weiller
- Briza maxima var. fusca Merino
- Briza maxima var. glabriflora Rohlena
- Briza maxima var. hirsuta Doum.
- Briza maxima var. monspessulana (Gouan) Griseb.
- Briza maxima var. monspessulana (Gouan) Gouan ex Koel.
- Briza maxima var. pubescens Mutel
- Briza maxima var. pubescens (Doum.) Nicotra
- Briza maxima f. rubra (Lam.) Maire
- Briza maxima var. rubra (Lam.) Asch. & Graebn.
- Briza maxima f. unicolor Maire & Weiller
- Briza microclada Gand.
- Briza monspessulana Gouan
- Briza montana Brouss. — Трясунка горная
- Briza portenschlagii Gand.
- Briza pulchella Kunth
- Briza pulchella Kunth ex Steud.
- Briza rubens Poir.
- Briza rubra Lam. — Трясунка красная
- Macrobriza maxima (L.) Tzvelev
- Poa maxima (L.) Cav.